# М5 Индустрис
 М5 Индустрис (М5и) је компанија за производњу специјалних ефеката у Сан Франциску, у Калифорнији најпознатија као радионица популарне емисије Дискавери канала, Разоткривачи митова. Компанија се бави производњом реквизита за разне рекламе и филмове. Компанију је започео Џејми Хајнеман, ко-водитељ Разоткривача митова.
М5 је направила аутомат за продају у 7 Ап реклами, као и патике на даљинско управљање Најки рекламе.
Компанију је основао Џејми Хајнеман, ко-водитељ са Адам Севиџом, емисије Разоткривачи митова Дискавери канала. Многи људи који се појављују на Разоткривачима митова су запослени у М5, попут Кери Бајрон. Када је емисија настала, М5 је била главна локација снимања. Током друге сезоне, када је уведен други тим Разоткривача митова, други простор је уведен под називом "М6". Међутим, снимање је изазвало незадовољство становника и морали су да напусте локацију. Након ове локације је уследила "М7" радионица. 
Име компаније је предложио Севиџ. Рекао је да му Хајнеман никада није платио обећану награду од 50$ за његов предлог.
Грант Имахара је питао Џејмија шта означава "М" у М5 на шта је одговорио "филмови, монструми, механика, машинство..."(енг. movies, monsters, mechanics, machining), на шта је Грант додао да последње М означава бркове (енг. mustache).
Радионица није отворена за јавност.